# Africa Cup Sevens 2016
La Africa Cup Sevens de 2016 fue la quinta edición del principal torneo de rugby 7 masculino de África.

## Fase de grupos

### Grupo A
| Equipo  | Encuentros | Encuentros | Encuentros | Encuentros | Tantos  | Tantos    | Tantos     | Puntos |
| Equipo  | jugados    | ganados    | empatados  | perdidos   | a favor | en contra | diferencia | Puntos |
| ------- | ---------- | ---------- | ---------- | ---------- | ------- | --------- | ---------- | ------ |
| Kenia   | 2          | 2          | 0          | 0          | 64      | 5         | +59        | 6      |
| Nigeria | 2          | 1          | 0          | 1          | 41      | 38        | +3         | 4      |
| Senegal | 2          | 0          | 0          | 2          | 5       | 67        | -62        | 2      |

### Grupo B
| Equipo   | Encuentros | Encuentros | Encuentros | Encuentros | Tantos  | Tantos    | Tantos     | Puntos |
| Equipo   | jugados    | ganados    | empatados  | perdidos   | a favor | en contra | diferencia | Puntos |
| -------- | ---------- | ---------- | ---------- | ---------- | ------- | --------- | ---------- | ------ |
| Uganda   | 2          | 2          | 0          | 0          | 54      | 21        | +33        | 6      |
| Zimbabue | 2          | 1          | 0          | 1          | 68      | 19        | +49        | 4      |
| Mauricio | 2          | 0          | 0          | 2          | 7       | 89        | -82        | 2      |

### Grupo C
| Equipo     | Encuentros | Encuentros | Encuentros | Encuentros | Tantos  | Tantos    | Tantos     | Puntos |
| Equipo     | jugados    | ganados    | empatados  | perdidos   | a favor | en contra | diferencia | Puntos |
| ---------- | ---------- | ---------- | ---------- | ---------- | ------- | --------- | ---------- | ------ |
| Madagascar | 2          | 2          | 0          | 0          | 59      | 0         | +59        | 6      |
| Marruecos  | 2          | 1          | 0          | 1          | 22      | 31        | -9         | 4      |
| Zambia     | 2          | 0          | 0          | 2          | 12      | 62        | -50        | 2      |

### Grupo D
| Equipo   | Encuentros | Encuentros | Encuentros | Encuentros | Tantos  | Tantos    | Tantos     | Puntos |
| Equipo   | jugados    | ganados    | empatados  | perdidos   | a favor | en contra | diferencia | Puntos |
| -------- | ---------- | ---------- | ---------- | ---------- | ------- | --------- | ---------- | ------ |
| Namibia  | 2          | 2          | 0          | 0          | 36      | 12        | +24        | 6      |
| Túnez    | 2          | 1          | 0          | 1          | 24      | 24        | 0          | 4      |
| Botsuana | 2          | 0          | 0          | 2          | 14      | 38        | -24        | 2      |

## Fase Final

#### Copa de oro
|  | Semifinales | Semifinales | Semifinales |        |         | Copa         | Copa         | Copa         |  |
|  |             |             |             |        |         |              |              |              |  |
|  |             |             |             |        |         |              |              |              |  |
|  | Namibia     | Namibia     | 10          |        |         |              |              |              |  |
|  | Namibia     | Namibia     | 10          |        |         |              |              |              |  |
|  | Madagascar  | Madagascar  | 7           |        |         |              |              |              |  |
|  | Madagascar  | Madagascar  | 7           |        | Namibia | Namibia      | 19           |              |  |
|  |             |             |             |        | Namibia | Namibia      | 19           |              |  |
|  |             |             | Uganda      | Uganda | 38      |              |              |              |  |
|  | Uganda      | Uganda      | Uganda      | Uganda | 38      | 17           |              |              |  |
|  | Uganda      | Uganda      |             |        |         | 17           |              |              |  |
|  | Kenia       | Kenia       | 12          |        |         | Tercer lugar | Tercer lugar | Tercer lugar |  |
|  | Kenia       | Kenia       | 12          |        |         | Tercer lugar | Tercer lugar | Tercer lugar |  |
|  |             |             |             |        |         |              |              |              |  |
|  |             |             |             |        |         | Kenia        | Kenia        | 46           |  |
|  |             |             |             |        |         | Kenia        | Kenia        | 46           |  |
|  |             |             |             |        |         | Madagascar   | Madagascar   | 0            |  |
|  |             |             |             |        |         | Madagascar   | Madagascar   | 0            |  |
|  |             |             |             |        |         |              |              |              |  |

| Bandera de Uganda |
| Campeón Uganda    |
| Primer título     |